# Geneviève Delaisi de Parseval
Pour les articles homonymes, voir Parseval.
 (juin 2014).
Geneviève Delaisi de Parseval, née à Lannion le 27 mai 1940, est psychanalyste et chercheuse en sciences humaines, spécialiste de bioéthique.

## Parcours
Elle est la petite-fille de Francis Delaisi et la fille de Pierre Delaisi. Après des études de psychologie et d'anthropologie , elle se forme comme psychanalyste et s'est attachée dans ses travaux à situer la psychanalyse dans sa relation avec les autres disciplines étudiées au cours de son cursus. Elle mène de nombreux travaux de recherche, notamment autour de la parentalité et de ses avatars, et de la petite enfance.
Elle a publié plusieurs ouvrages, des articles scientifiques, et a de nombreuses activités éditoriales, elle est chroniqueuse pour le cahier littéraire du journal Libération en ce qui concerne les ouvrages de psychanalyse. Elle est également membre associée des principaux centres de bioéthique dans Le Monde.
Elle participe au groupe de travail du laboratoire d'idées Terra Nova proche du Parti socialiste sur la bioéthique.

## Prises de position
S'exprimant au sujet du projet de loi sur le mariage homosexuel et de la filiation, elle avance que le modèle familial « père, mère, enfant » est « une construction culturelle ».
Elle considère que le vote des plus de soixante ans est susceptible de « former un très bon barrage contre le FN » pour gagner l’élection présidentielle de 2017.

## Domaines de recherche
- La parentalité
- La stérilité et l'assistance à la procréation
- La gestation pour autrui
- La bioéthique et le droit de la famille
- La petite enfance
- L'accouchement sous X, l'adoption, et la recherche des origines
- Le deuil périnatal
- Psychanalyse et ethnologie
- L'homoparentalité

## Publications
- L'Art d'accommoder les bébés, 100 ans de recettes françaises de puériculture (avec S. Lallemand), Paris, Éd. du Seuil, 1979, et Poches O. Jacob, 2001.
- La Part du père, Paris, Éd. du Seuil, 1981, nouvelle édition augmentée, 1998. Réédition en "Points Essais", 2004.
- L'Enfant à tout prix, essai sur la médicalisation du lien de filiation (avec le Dr A. Janaud), Paris, Éd. du Seuil, collection " Points actuels ", 1983
- Enfant de personne (avec Pierre Verdier), Paris, Odile Jacob, 1994.
- La Part de la mère, (Préface du Pr J. Milliez), Paris, Odile Jacob, 1997.
- Le Roman familial d'Isadora D., Paris, Odile Jacob, 2002  (ISBN 978-2-7381-1202-6)